# Baccharis scoparia
Baccharis scoparia là một loài thực vật có hoa trong họ Cúc. Loài này được (L.) Sw. mô tả khoa học đầu tiên năm 1806.